# Rivendicazioni territoriali sovietiche contro la Turchia
- Confini nel 1945
- Rivendicazioni territoriali dell'Unione Sovietica
- Piani sovietici per un'ampia espansione in Turchia
- Confini delle rivendicazioni territoriali della RSS Armena (Armenia occidentale)
- Confini delle rivendicazioni territoriali della RSS Georgiana (Lazistan)
- I confini proposti per il Lazistan sovietico

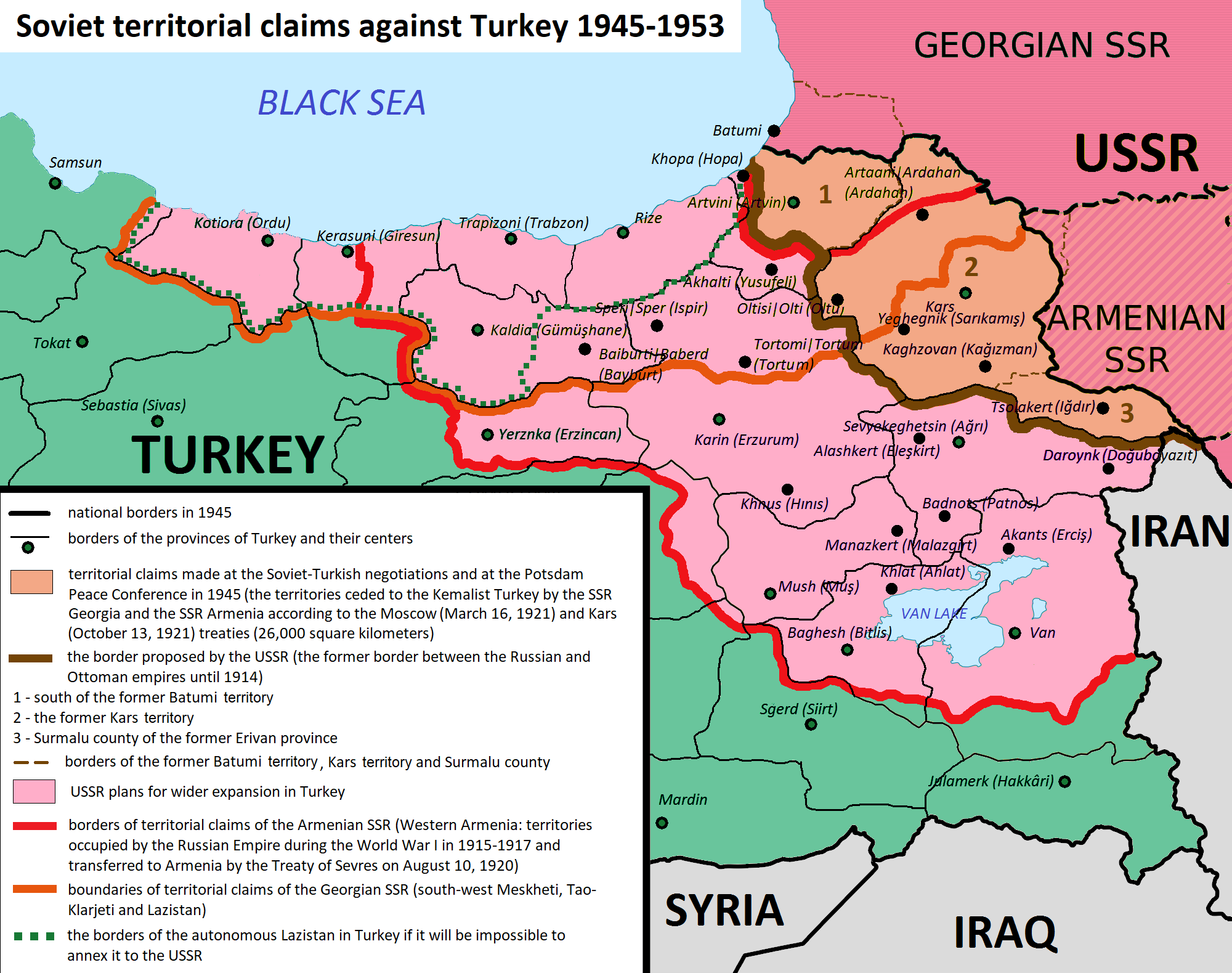

Secondo le memorie di Nikita Chruščëv, il vice presidente Lavrentij Berija (1946-1953) fece pressioni su Iosif Stalin affinché rivendicasse il territorio dell'Anatolia orientale che si supponeva fosse stato rubato alla Georgia dai turchi. Per ragioni pratiche, le rivendicazioni sovietiche, in caso di successo, avrebbero rafforzato la posizione dello stato intorno al Mar Nero e indebolito l'influenza britannica in Medio Oriente.

## Panoramica
L'Unione Sovietica aveva da tempo obiettato alla convenzione del 1936 che conferiva alla Turchia il controllo esclusivo delle navigazioni attraverso lo stretto del Bosforo, una via d'acqua essenziale per le esportazioni russe. Quando il trattato di amicizia e neutralità sovietico-turco del 1925 arrivò al termine della sua efficacia nel 1945, la controparte sovietica scelse di non rinnovare il trattato. Il ministro degli esteri sovietico Vjačeslav Molotov disse ai turchi che le rivendicazioni georgiane e armene sul territorio controllato dalla Turchia dovevano essere risolte prima della conclusione di un nuovo trattato.
Il territorio conteso intorno a Kars e Ardahan fu governato dall'Impero russo dal 1878 al 1921, quando fu ceduto alla Turchia dalla Russia ma continuò ad essere abitato dai membri delle rispettive etnie che allora avevano repubbliche socialiste sovietiche titolari. Molotov sostenne che mentre i sovietici normalizzarono il loro confine con la Polonia tramite cessioni territoriali al Paese durante la debolezza sovietica nel 1921, le cessioni simili verso la Turchia non furono mai legittimate da una rinegoziazione da quel momento.

## Rivendicazioni
Nel 1945, il 14-20 dicembre, i giornali centrali georgiani e russi: "Communist", "Zarya Vostoka", "Pravda" e "Izvestija", pubblicarono la "nostra legittima rivendicazione contro la Turchia" scritta dagli accademici Simon Janashia e Niko Berdzenishvili. La pubblicazione dice:
L'ultima sezione del rapporto era dedicata al Lazistan. I confini di questo territorio iniziano dai confini della provincia di Batumi e più a ovest lungo la costa del Mar Nero fino al fiume Termedon vicino alla città di Terme. Questo territorio occupa circa 20.000 km² e abbraccia i capi di Rize, Trabzon, Fici e Fener. Il rapporto implicava che la "Repubblica Socialista Sovietica Georgiana, oltre al settore meridionale dell'ex distretto di Batumi e degli ex distretti di Artvin, Ardahan e Olti, avrebbe potuto rivendicare le sue province storiche, tra cui Parhal, Tortom e Ispir (Metskhetia sud-occidentale) e Lazistan orientale (regione di Rize) e Lazistan centrale (regione di Trebisonda).

## Piani
C'erano tre piani sovietici riguardanti la quantità di territorio che la Turchia avrebbe dovuto cedere:
- Il primo piano comprendeva il territorio dell'ex Impero russo degli oblast' di Kars, Batumi e Surmali del Governatorato di Erivan (città di Iğdır e dintorni) che fecero parte dell'Impero russo dal 1878 al 1918, quindi una parte della Prima Repubblica di Armenia (1918– 1920) e della Repubblica Democratica di Georgia nel 1918-1921.
- Il secondo piano includeva le rivendicazioni della RSS georgiana lungo il fiume Choroh e del Lazistan orientale. La RSS armena rivendicava Alashkert (città di Bayazet insieme a Kars e Surmali).[4]
- Il terzo piano comprendeva la maggior parte della regione del Mar Nero della Turchia (distretti di Trabzon, Gumushane e Giresun lungo il fiume Terme e la parte più orientale dell'Anatolia (Erzurum, Van, Mush, Bitlis).

Il governo sovietico voleva rimpatriare i popoli della diaspora armena nei territori acquisiti, poiché in tre anni (1946-1948) dopo la seconda guerra mondiale circa 150.000 armeni etnici (armeni occidentali e i loro discendenti) da Siria, Libano, Grecia, Bulgaria, Romania, Cipro, Palestina, Iraq, Egitto e Francia erano emigrati nell'Armenia sovietica.

## Fallimento
Strategicamente gli Stati Uniti si opposero all'annessione sovietica dell'altopiano di Kars per la sua necessità di difendere la Turchia. Ideologicamente alcuni elementi del governo americano vedevano le rivendicazioni territoriali sovietiche come espansionistiche e che ricordavano l'irredentismo nazista sui tedeschi dei Sudeti in Cecoslovacchia. Dal 1934, il Dipartimento di Stato aveva concluso che il suo precedente sostegno per l'Armenia del presidente Wilson (1913-1921) era scaduto con la perdita dell'indipendenza armena.
La ferma opposizione degli Stati Uniti ai movimenti di autodeterminazione sostenuti dai sovietici in Turchia e in Persia portò allo schiacciamento e alla riannessione della Repubblica curda di Mahabad (1946-1947) e del Governo Popolare dell'Azerbaigian (1945-1946) da parte della Persia. La Turchia aderì all'alleanza militare anti-sovietica della NATO nel 1952. Dopo la morte di Stalin nel 1953, il governo sovietico rinunciò alle sue rivendicazioni territoriali sulla Turchia come parte di uno sforzo per promuovere relazioni amichevoli con il Paese transcontinentale e il suo partner alleato, gli Stati Uniti.